# エキマエ
エキマエ（欧字名:Ekimae、2011年5月15日 - ）は、日本の競走馬。主な勝ち鞍に2014年の兵庫チャンピオンシップ。
馬名の由来は、駅前。

## 経歴
2013年7月21日、函館競馬場第5レースの2歳新馬戦（ダート1700m）で、江田照男を背にデビューし3着。通算3戦目となった9月の中山競馬場・	2歳未勝利戦（ダート1800m）で初勝利を収めた。
3歳シーズンは初戦の条件戦、次走のヒヤシンスステークスを連勝し、オープンクラスに昇格。3戦目は初の重賞初挑戦として5月の兵庫チャンピオンシップに出走。道中は逃げるエスメラルディーナをマークし、直線で先頭へ。いったんは競ってきたランウェイワルツに交わされるも、ゴール手前で差し返して重賞初優勝を飾った。管理する中川公成調教師も、これが重賞初制覇である。GI初挑戦の東京優駿はスタート直後から果敢にハナを奪い大逃げを打ったが、3コーナー過ぎでスピードダウンし競走中止。その後の検査でレース中に左第一指節種子骨々折を発症していたことが判明し、休養に入った。
約1年半の休養を経て、5歳となった2016年1月の条件戦でレースに復帰。しかし4月に再び骨折し、再度の長期休養を余儀なくされた。6歳9月に復帰し7歳2月まで現役を続けるが、兵庫チャンピオンシップに次ぐ勝利を挙げることはできなかった。同月23日付で競走馬登録を抹消され、引退した。
引退後はJRA競馬学校で乗馬となった。

## 競走成績
以下の内容は、JBISサーチおよびnetkeiba.comに基づく。
| 競走日     | 競馬場 | 競走名              | 格       | 距離（馬場）  | 頭 数 | 枠 番 | 馬 番 | オッズ （人気） | 着順 | タイム （上り3F） | 着差 | 騎手      | 斤量 [kg] | 1着馬（2着馬）         | 馬体重 [kg] |
| ---------- | ------ | ------------------- | -------- | ------------- | ----- | ----- | ----- | --------------- | ---- | ----------------- | ---- | --------- | --------- | ---------------------- | ----------- |
| 2013.07.21 | 函館   | 2歳新馬             |          | ダ1700m（良） | 10    | 8     | 10    | 010.50（6人）   | 03着 | R1:36.6（34.0）   | -0.6 | 0江田照男 | 54        | セレッソレアル         | 502         |
| 0000.08.11 | 函館   | 2歳未勝利           |          | ダ1700m（稍） | 10    | 5     | 5     | 011.90（6人）   | 09着 | R1:35.2（33.7）   | -1.4 | 0川須栄彦 | 54        | パブロワ               | 498         |
| 0000.09.07 | 中山   | 2歳未勝利           |          | ダ1800m（稍） | 15    | 3     | 5     | 012.30（6人）   | 01着 | R1:35.6（35.4）   | -0.6 | 0柴山雄一 | 54        | （ボンジュールキラリ） | 492         |
| 0000.11.03 | 東京   | 百日草特別          | 500万下  | 芝1800m（良） | 16    | 3     | 6     | 186.1（15人）   | 13着 | R1:48.4（33.7）   | -1.2 | 0江田照男 | 55        | ピオネロ               | 494         |
| 0000.12.08 | 中山   | 2歳500万下          |          | ダ1800m（良） | 14    | 2     | 2     | 045.5（10人）   | 12着 | R2:00.7（35.2）   | -1.8 | 0柴山雄一 | 55        | サトノスーペリア       | 496         |
| 0000.12.22 | 阪神   | 樅の木賞            | 500万下  | ダ1800m（重） | 16    | 7     | 13    | 124.0（14人）   | 03着 | R2:01.0（35.6）   | -0.5 | 0川須栄彦 | 55        | メイショウシンシア     | 494         |
| 2014.01.19 | 京都   | 3歳500万下          |          | ダ1800m（良） | 12    | 3     | 3     | 006.30（4人）   | 01着 | R2:02.9（35.4）   | -0.0 | 0浜中俊   | 56        | （ファイヤーロック）   | 502         |
| 0000.02.22 | 東京   | ヒヤシンスS         | OP       | ダ1600m（良） | 14    | 7     | 11    | 061.1（12人）   | 01着 | R2:17.6（35.9）   | -0.1 | 0江田照男 | 56        | （メイショウパワーズ） | 502         |
| 0000.05.06 | 園田   | 兵庫CS              | JpnII    | ダ1870m（稍） | 12    | 5     | 5     | 002.50（2人）   | 01着 | R1:51.1（34.4）   | -0.0 | 0戸崎圭太 | 56        | （ランウェイワルツ）   | 498         |
| 0000.06.01 | 東京   | 東京優駿            | GI       | 芝2400m（良） | 17    | 6     | 12    | 117.0（13人）   |      | 競走中止          |      | 0江田照男 | 57        | ワンアンドオンリー     | 496         |
| 2016.01.23 | 中山   | アレキサンドライトS | 1600万下 | ダ1800m（稍） | 14    | 8     | 13    | 022.00（7人）   | 04着 | R1:46.4（32.6）   | -0.7 | 0江田照男 | 57        | バスタータイプ         | 528         |
| 2017.09.23 | 阪神   | 大阪スポーツ杯      | 1600万下 | ダ1400m（良） | 16    | 3     | 6     | 019.80（6人）   | 07着 | R1:58.3（33.7）   | -0.9 | 0宮崎北斗 | 57        | サトノファンタシー     | 532         |
| 0000.11.19 | 東京   | 錦秋S               | 1600万下 | ダ1600m（良） | 16    | 6     | 11    | 016.80（7人）   | 11着 | R2:12.1（35.0）   | -2.1 | 0宮崎北斗 | 57        | オールマンリバー       | 530         |
| 0000.12.16 | 中山   | 仲冬S               | 1600万下 | ダ1800m（良） | 13    | 8     | 13    | 019.10（8人）   | 12着 | R3:04.3（35.6）   | -1.5 | 0宮崎北斗 | 57        | オールマンリバー       | 532         |
| 2018.02.17 | 東京   | 白嶺S               | 1600万下 | ダ1600m（良） | 16    | 6     | 12    | 021.50（8人）   | 11着 | R1:52.5（38.0）   | -1.6 | 0江田照男 | 57        | クライスマイル         | 530         |

## 血統表
| エキマエの血統                    | エキマエの血統                          | エキマエの血統                          | （血統表の出典）                        | （血統表の出典） |
| 父系                              | ヘイロー系                              | ヘイロー系                              | ヘイロー系                              |                  |
| 父 メイショウボーラー 2001 黒鹿毛 | 父の父*タイキシャトル 1994 栗毛         | Devil's Bag                             | Halo                                    | Halo             |
| 父 メイショウボーラー 2001 黒鹿毛 | 父の父*タイキシャトル 1994 栗毛         | Devil's Bag                             | Ballade                                 |                  |
| 父 メイショウボーラー 2001 黒鹿毛 | 父の父*タイキシャトル 1994 栗毛         | *ウェルシュマフィン                     | Caerleon                                | Caerleon         |
| 父 メイショウボーラー 2001 黒鹿毛 | 父の父*タイキシャトル 1994 栗毛         | *ウェルシュマフィン                     | Muffitys                                |                  |
| 父 メイショウボーラー 2001 黒鹿毛 | 父の母*ナイスレイズ 1994 黒鹿毛         | Storm Cat                               | Storm Bird                              | Storm Bird       |
| 父 メイショウボーラー 2001 黒鹿毛 | 父の母*ナイスレイズ 1994 黒鹿毛         | Storm Cat                               | Terlingua                               |                  |
| 父 メイショウボーラー 2001 黒鹿毛 | 父の母*ナイスレイズ 1994 黒鹿毛         | Nice Tradition                          | Search Tradition                        | Search Tradition |
| 父 メイショウボーラー 2001 黒鹿毛 | 父の母*ナイスレイズ 1994 黒鹿毛         | Nice Tradition                          | Nice Dancing                            |                  |
| 母 ローレルシャイン 1997 黒鹿毛   | 母の父*コマンダーインチーフ 1990 鹿毛   | *ダンシングブレーヴ                     | Lyphard                                 | Lyphard          |
| 母 ローレルシャイン 1997 黒鹿毛   | 母の父*コマンダーインチーフ 1990 鹿毛   | *ダンシングブレーヴ                     | Navajo Princess                         |                  |
| 母 ローレルシャイン 1997 黒鹿毛   | 母の父*コマンダーインチーフ 1990 鹿毛   | Slightly Dangerous                      | Roberto                                 | Roberto          |
| 母 ローレルシャイン 1997 黒鹿毛   | 母の父*コマンダーインチーフ 1990 鹿毛   | Slightly Dangerous                      | Where You Lead                          |                  |
| 母 ローレルシャイン 1997 黒鹿毛   | 母の母アラマサゴールド 1992 鹿毛        | *オウインスパイアリング                 | Slew o' Gold                            | Slew o' Gold     |
| 母 ローレルシャイン 1997 黒鹿毛   | 母の母アラマサゴールド 1992 鹿毛        | *オウインスパイアリング                 | Highest Regard                          |                  |
| 母 ローレルシャイン 1997 黒鹿毛   | 母の母アラマサゴールド 1992 鹿毛        | アラホウトク                            | トウショウボーイ                        | トウショウボーイ |
| 母 ローレルシャイン 1997 黒鹿毛   | 母の母アラマサゴールド 1992 鹿毛        | アラホウトク                            | ビンゴモレロ                            |                  |
| 母系(F-No.)                       | トリーテイ(AUS)系(FN:4-l)               | トリーテイ(AUS)系(FN:4-l)               | トリーテイ(AUS)系(FN:4-l)               | [ § 2 ]          |
| 5代内の近親交配                   | Hail to Reason 5×5、Northern Dancer 5×5 | Hail to Reason 5×5、Northern Dancer 5×5 | Hail to Reason 5×5、Northern Dancer 5×5 | [ § 3 ]          |
| 出典                              | 1. 2. 3.                                | 1. 2. 3.                                | 1. 2. 3.                                | 1. 2. 3.         |

- 3代母アラホウトクは1988年の桜花賞勝ち馬。またその半兄に1986年目黒記念勝ち馬のビンゴチムールがいる。